# Liga Nacional de Hockey Hielo Femenina 2024-25
La Liga Nacional de Hockey Hielo Femenina 2024-25, conocida como Liga Iberdrola de Hockey Hielo por motivos de patrocinio es la 17.ª edición de la liga española de hockey sobre hielo, máxima categoría a nivel nacional en categoría femenina.

## Equipos
| Equipo                        | Localidad     | Estadio                                  | Capacidad |
| ----------------------------- | ------------- | ---------------------------------------- | --------- |
| Club Gel Puigcerdà            | Puigcerdá     | Club Poliesportiu Puigcerdà              | 1450      |
| SH Majadahonda                | Majadahonda   | Pista de hielo La Nevera                 | 250       |
| Club Hockey Hielo Txuri Urdin | San Sebastián | Palacio del Hielo Txuri Urdin            | 800       |
| Club Hielo Jaca               | Jaca          | Pabellón de Hielo de Jaca                | 2000      |
| Kosner Club Hielo Huarte      | Huarte        | Palacio de Hielo Huarte                  |           |
| Milenio Panthers              | Logroño       | Centro Deportivo Municipal Lobete        | 624       |
| Quimeras Valdemoro            | Valdemoro     | Pista de Hielo Francisco Fernández Ochoa |           |

## Clasificación
|                                                                          | Equipo                        | Pts. | J  | G  | PGP | P  | PPP | GF | GC  | DG   |
| ------------------------------------------------------------------------ | ----------------------------- | ---- | -- | -- | --- | -- | --- | -- | --- | ---- |
| 1                                                                        | SH Majadahonda                | 33   | 12 | 11 | 0   | 1  | 0   | 73 | 12  | 61   |
| 2                                                                        | Club Hockey Hielo Txuri Urdin | 30   | 12 | 10 | 0   | 2  | 0   | 87 | 24  | 63   |
| 3                                                                        | Club Gel Puigcerdà            | 27   | 12 | 9  | 0   | 3  | 0   | 58 | 13  | 45   |
| 4                                                                        | Kosner CH Huarte              | 18   | 12 | 6  | 0   | 6  | 0   | 46 | 21  | 25   |
| 5                                                                        | CH Jaca                       | 12   | 12 | 4  | 0   | 8  | 0   | 33 | 43  | -10  |
| 6                                                                        | Quimeras Valdemoro            | 6    | 12 | 2  | 0   | 10 | 0   | 24 | 89  | -65  |
| 7                                                                        | Milenio Panthers              | 0    | 12 | 0  | 0   | 12 | 0   | 12 | 131 | -119 |
| Fuente: Liga Nacional de Hockey Hielo femenina; actualización automática |                               |      |    |    |     |    |     |    |     |      |

Los cuatro primeros clasificados jugarán una ronda de playoffs

## Playoffs
Las semifinales se juegan al mejor de 3 partidos y la final al mejor de 5 partidos.
|  | Semifinales | Semifinales        | Semifinales | Semifinales     | Semifinales |   |     | Finales        | Finales | Finales | Finales | Finales | Finales | Finales |  |
|  |             |                    |             |                 |             |   |     |                |         |         |         |         |         |         |  |
|  |             |                    |             |                 |             |   |     |                |         |         |         |         |         |         |  |
|  | 1.º         | SH Majadahonda     | 3           | 5               | /           |   |     |                |         |         |         |         |         |         |  |
|  | 1.º         | SH Majadahonda     | 3           | 5               | /           |   |     |                |         |         |         |         |         |         |  |
|  | 4.º         | Kosner Huarte      | 1           | 0               | /           |   |     |                |         |         |         |         |         |         |  |
|  | 4.º         | Kosner Huarte      | 1           | 0               | /           |   | 1.º | SH Majadahonda | 2       | 2       | 3       | 1       | 2       |         |  |
|  |             |                    |             |                 |             |   | 1.º | SH Majadahonda | 2       | 2       | 3       | 1       | 2       |         |  |
|  |             |                    | 2.º         | CHH Txuri Urdin | 3           | 1 | 0   | 2              | 3       |         |         |         |         |         |  |
|  | 2.º         | CHH Txuri Urdin    | 2.º         | CHH Txuri Urdin | 3           | 1 | 0   | 2              | 3       | 5       | 4       | /       |         |         |  |
|  | 2.º         | CHH Txuri Urdin    |             |                 |             |   |     |                |         | 5       | 4       | /       |         |         |  |
|  | 3.º         | Club Gel Puigcerdà | 3           | 0               | /           |   |     |                |         |         |         |         |         |         |  |
|  | 3.º         | Club Gel Puigcerdà | 3           | 0               | /           |   |     |                |         |         |         |         |         |         |  |
|  |             |                    |             |                 |             |   |     |                |         |         |         |         |         |         |  |